# Національний парк Какаду
Національний парк Какаду (англ. Kakadu National Park) — національний парк, розташований в Північній території Австралії, за 171 км від міста Дарвін.

## Розташування
Він розташований в Австралії, на півострові Арнемленд, на південь від міста Дарвін, біля затоки Ван-Дімен.

## Характеристика
Площа парку 19 804 км². Національний парк Какаду — найбільша у світі охоронна зона з екосистемою, характерною для тутешніх дельт річок — від мангрових боліт і заростей евкаліптів до тропічних лісів, лісистої місцевості і гранітних скель.

## Історія
Цей регіон був заселений людьми близько 40 тисяч років тому. Тут були знайдені печерні живописи і наскельні малюнки, вік яких приблизно 18 тисяч років. Малюнки виконані охрою на стінах печер і скель. Тут близько 150 тисяч робіт стародавніх людей, за якими простежується еволюція аборигенів — первісних мисливців і збирачів.

## Пам'ятки
Головна визначна пам'ятка парку Какаду — мальовничі водоспади Джим-Джим і Твін.
Різноманітні мальовничі ландшафти національного парку — прибережні мілини, затоплювані рівнини, низини, плато, долини, ліси, затоки, утворені гирлами річок, де багато птахів, не змінилися здавна.
Наприкінці сухого сезону вода відходить в головні річки і в озера або затоки, утворені гирлами річок, туди тягнеться у величезній кількості і вся живність. У сезон дощів рівнини заливаються водою, все стає зеленим і йде в ріст.

## Флора та фауна
В Національному парку Какаду понад двісті видів ендемічних рослин, у тому числі пальми, фікуси і евкаліпти.
З тварин в резерваті водяться коала, кенгуру, вомбати, з птахів — казуари, папуги, лірохвости та інші.
У водах національного парку зустрічається багато крокодилів: близько двадцяти п'яти обох різновидів — прісноводних і тих, які мешкають в морській воді. Вони досягають 30 футів у довжину, живуть до ста років і здатні, схопивши за морду бика, затягнути його під воду. У сезон дощів в тутешніх водах з'являються і отруйні медузи-вбивці.